# Мурило Ендреш
Мурило Ендреш (на португалски: Murilo Endres) е бразилски волейболист. Роден е на 3 май 1981 в Пасо Фундо, Бразилия.

## Кариера
С националния отбор на Бразилия е печелил различни турнири, сред който са Световната лига (2005, 2006, 2007, 2009, 2010), Световната купа (2007) и две Световни първенства (2006, 2010). Печелил е и индивидуалните награди за най-полезен играч (MVP) на Световното първенство през 2010 и Световната лига през 2010 г.
Печели и наградата за най-полезен играч от волейболния турнир на летните олимпийски игри в Лондон през 2012 г — турнир, в който печели сребърен медал с отбора на Бразилия. 
Той е по-малък брат на друг бразилски национал – Густаво Ендреш, който също играе в бразилската Суперлига.
Мурильо спечели сребърен медал и наградата „Най-добър посрещач“ на FIVB световна лига 2011.